# فرانسيسكوس جونيوس
فرانسيسكوس جونيوس (بالفرنسية: François du Jon)‏ هو عالم عقيدة وأستاذ جامعي ومترجم فرنسي، ولد في 11 مايو 1545 في بورج في فرنسا، وتوفي في 13 أكتوبر 1602 في لايدن في هولندا بسبب طاعون.